# Gran Via (album)
Gran Via è il sesto album registrato in studio dal gruppo musicale britannico dei Matt Bianco, pubblicato nel 1995.

## Tracce
1. Lost in You
2. Day in Your Life
3. Friend of Mine
4. Love Just Passed Me By
5. Can't Stop This Feeling
6. Stranger
7. No Other Woman
8. Victim of Love
9. Love Life
10. Lost in You (Extended Mix)

## Musicisti
- Voce solista - Mark Reilly
- Piano - Mark Fisher
- Backing Vocals - Jacqui Hicks, Lorena McIntosh, Weston Foster
- Chitarra - Ricardo Silveira
- Percussioni - Alex Acuña
- Sassofono [Alto Sax] - Phil Todd
- Sassofono [Tenor Sax] - Dave O 'Higgins
- Solista, Tromba - Gerard Presencer
- Trombone - Joe de Jesus
- Tromba - Gerard Presencer, Tony Fisher